# Castello di Pavone Canavese
Il Castello di Pavone Canavese è un antico castello situato presso Pavone Canavese in Piemonte.

## Storia
Il castello viene edificato fra il IX secolo e il X secolo, all'epoca delle invasioni ungare e saracene,  quando, attorno alla chiesa di San Pietro, venne eretta una cinta muraria che racchiudeva alcuni edifici. Questo primo insediamento rappresentò il nucleo iniziale del castello, che serviva da fortezza posta in mezzo a diversi ricetti in un'area collinare. Il 9 luglio dell'anno 1000, l'imperatore Ottone III di Sassonia concesse al vescovo d'Ivrea la giurisdizione sul territorio circostante la città, facendo del castello patrimonio del vescovado.
Nel corso dei secoli successivi, i vescovi si fecero promotori di una serie di interventi di ampliamento e fortificazione del castello: nell'XI secolo venne costruita una torre a pianta quadrata, mentre nel XII secolo il mastio fu arricchito con un nuovo edificio composto da due stanze sovrapposte. Tra il 1326 e il 1346 venne edificata anche una nuova ala a nord, caratterizzata da finestre ad arco acuto, ed una torre-porta avente la funzione d'ingresso. Alla fine del XIV secolo vennero effettuati dei nuovi interventi architettonici che riguardarono i torrioni a pianta circolare, inseriti nella cinta esterna, e altri ambienti aggettanti verso l'area del cortile.
Nel 1888 ha inizio il restauro a cura di Alfredo d'Andrade che lo aveva acquistato nel 1885. I lavori furono portati a termine dal figlio Ruy d'Andrade solo dopo la morte del celebre architetto.
Nel 1902 figurava nell'elenco degli edifizi monumentali in Italia.
Nel 1991 viene acquistato dalla società Medic, diretta e fondata dal dott. Antonio Giodice, che lo restaura e adibisce a sede della società Medic, laboratorio per corsi di aggiornamento dei medici alle nuove tecnologie diagnostiche e struttura ricettiva (albergo e ristorante) e centro congressi.
La struttura fa anche suggestivamente da sfondo a rievocazioni storiche, come le ferie medioevali che si tengono a giugno.

## Descrizione
Anche in questo, come in altri manieri del Canavese, ad essere evocata maggiormente è la figura di Arduino re dell'Italia medioevale. In questo caso, il nome del sovrano è lo stesso attribuito al soffitto a cassettoni che decora gli interni, che proviene dal castello di Strambino. Vi sono ritratti personaggi e figure di animali. Interna al castello, a lato della corte, è una piccola chiesa coeva dell'edificazione originaria.

## Fondazione Alfredo d'Andrade
Sotto al castello, nel centro storico di Pavone C.se, ha sede la Fondazione d'Andrade, che gestisce il museo, l'archivio e il centro studi.
L'esposizione museale presenta le sale dalla I alla IV al pianterreno, le sale V e VI al primo piano, lo spazio per le esposizioni temporanee al secondo piano.

## Galleria d'immagini

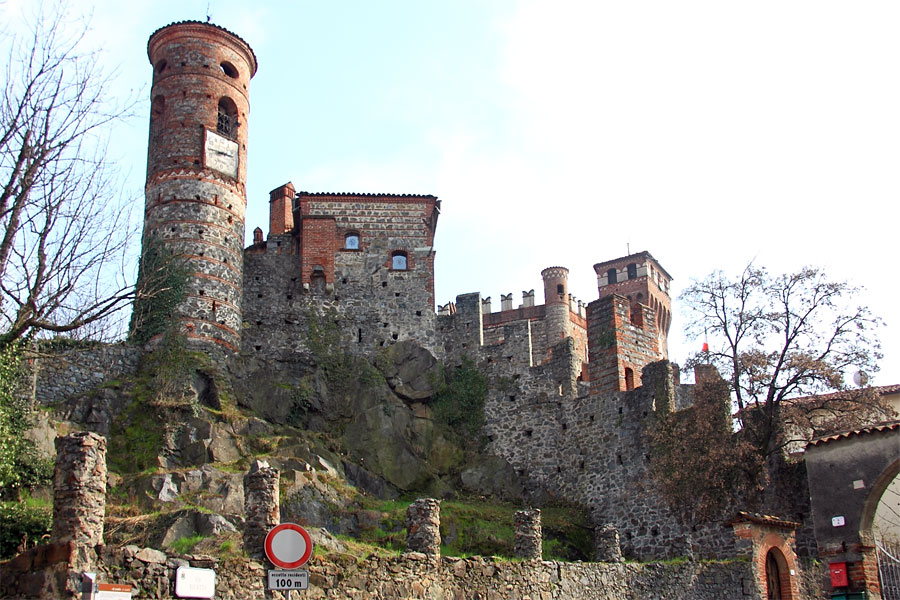
Scorcio del castello
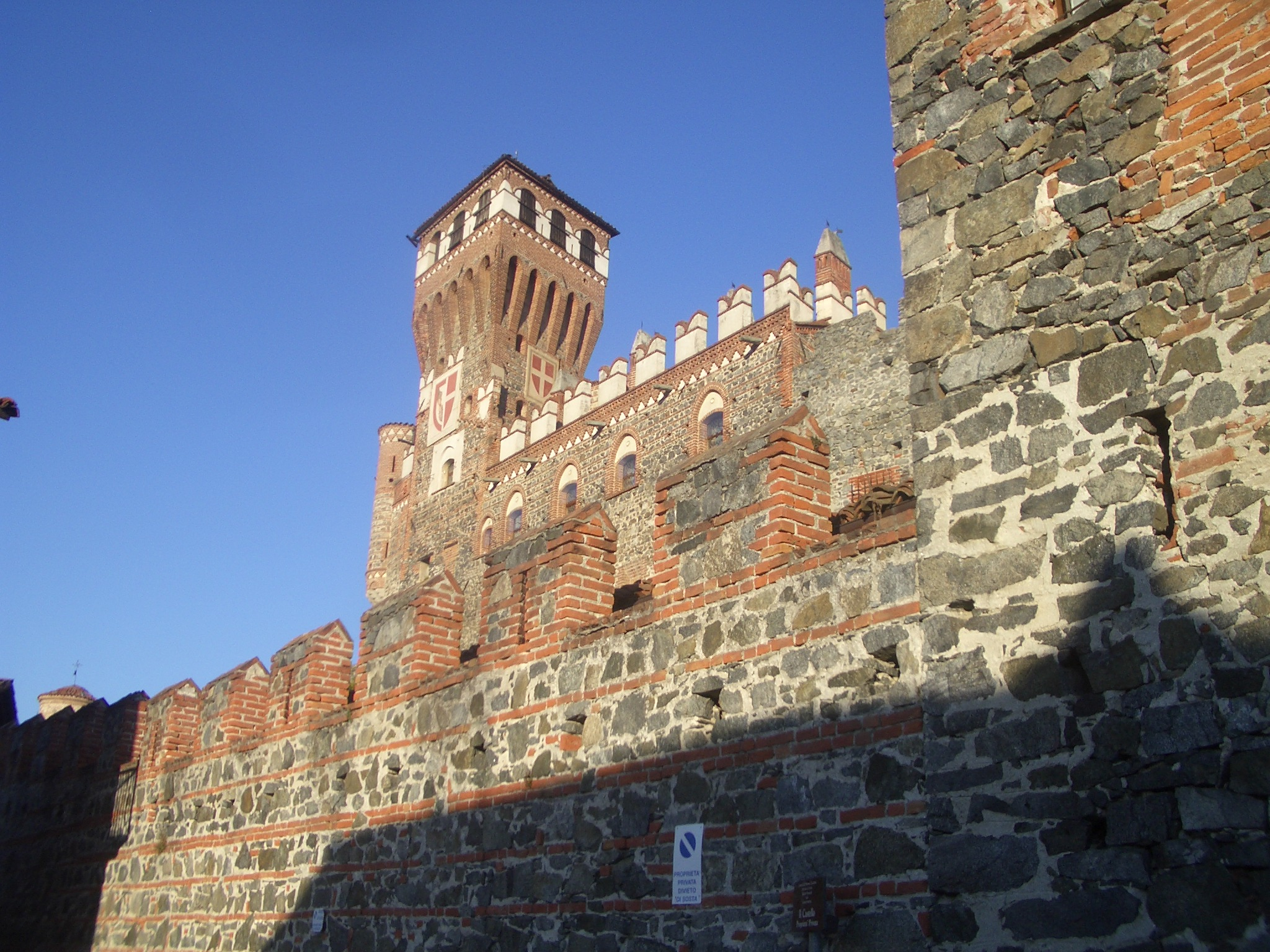
Scorcio del castello
Alfredo d'Andrade nel suo studio all'interno del castello
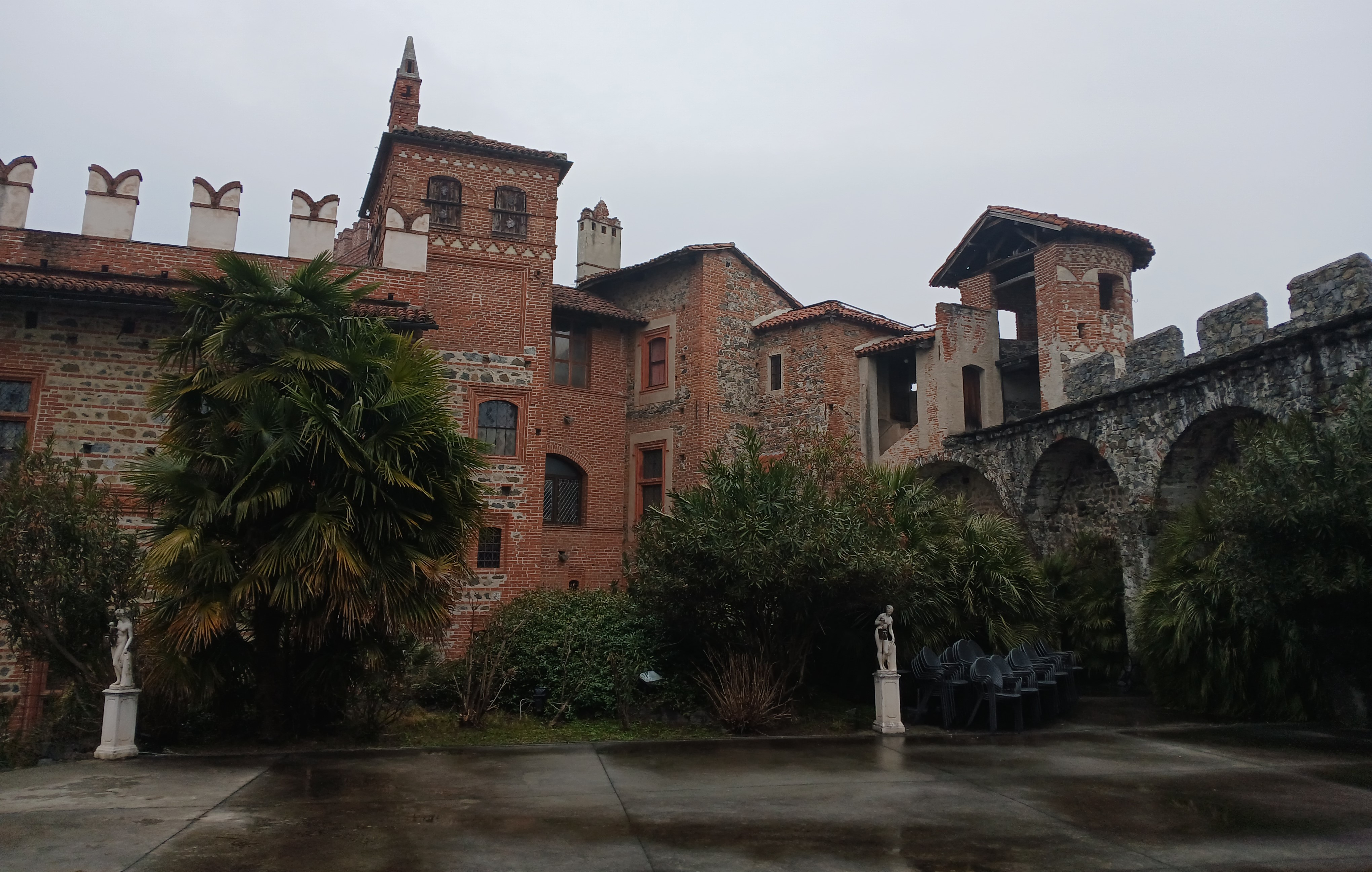
Cortile del castello in inverno